# Coris pictoides
Coris pictoides (Randall & Kuiter, 1982) è un pesce di acqua salata appartenente alla famiglia Labridae.

## Distribuzione e habitat
È una specie tropicale che proviene dalle barriere coralline dell'oceano Pacifico, in particolare da Indonesia, Taiwan, Filippine e Australia. Nuota tra i 10 e i 30 m di profondità nelle zone ricche di coralli, spesso con substrato sabbioso o fangoso, ma a volte gli esemplari giovanili vengono trovati negli estuari.

## Descrizione
Presenta un corpo abbastanza allungato, leggermente compresso ai lati, con la testa dal profilo appuntito. La colorazione non è particolarmente appariscente: il ventre può essere giallastro o completamente bianco, mentre il dorso è nero con due strisce bianche, una sottile che passa sopra l'occhio e una distinguibile solo negli esemplari con il ventre giallo, in quanto divide il ventre dalla zona nera del dorso. 
Gli occhi sono marroni e bianchi, mentre la pinna caudale ha il margine arrotondato. Le pinne sono trasparenti, talvolta tendenti al giallastro, la pinna dorsale è decisamente più lunga della pinna anale ma entrambe sono abbastanza basse; le pinne pelviche non sono allungate. La lunghezza massima registrata è di 15 cm.

## Biologia

### Comportamento
Di solito nuota in piccoli banchi; a volte alcuni esemplari giovanili vivono in simbiosi con l'attinia Stichodactyla haddoni.

### Riproduzione
È oviparo e la fecondazione è esterna. Non ci sono cure verso le uova.

## Conservazione
Questa specie viene classificata come "a rischio minimo" (LC) dalla lista rossa IUCN perché non è di alcun interesse per la pesca e perché è diffusa in alcune aree marine protette.